# Фонте Купа (Кампобасо)
Фонте Купа је насеље у Италији у округу Кампобасо, региону Молизе.
Према процени из 2011. у насељу је живело 16 становника. Насеље се налази на надморској висини од 788 м.